# 吉川虎雄

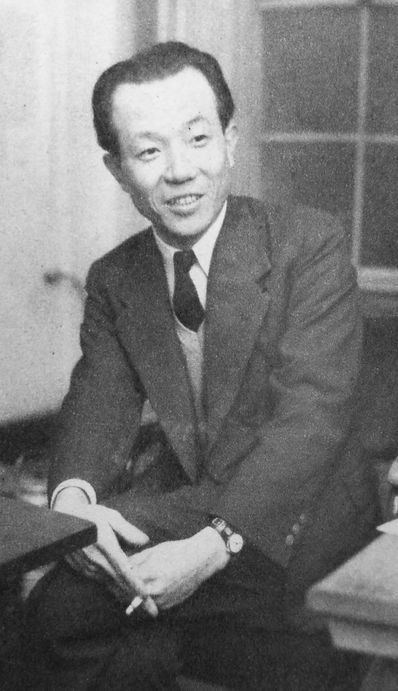
1956年

吉川 虎雄（よしかわ とらお、1922年3月14日 - 2008年8月19日）は、日本の地球科学者（地形学）。学位は、理学博士（東京大学）。東京大学名誉教授。第6次南極地域観測隊隊長。

## 経歴
- 1922年 寺庄村大字葛木（現在の滋賀県甲賀市甲南町）に生誕[1]。寺庄小学校、水口中学校、旧制大阪高校で学ぶ[1]。
- 1944年 東京帝国大学理学部地理学科卒業。
- 1952年 東京大学理学部講師。
- 1953年 東京大学理学部助教授。
- 1956年 理学博士（東京大学）。第1次南極地域観測隊で南極へ向かう。昭和基地を建設。
- 1961年 東京大学理学部教授。第6次南極地域観測隊隊長として南極へ向かう。
- 1982年 東京大学理学部退官。
- 2008年8月19日 急性肺炎のため死去。

## 研究
海成段丘が、氷河性海面変動と隆起運動の結果で、形成されることをしめした論文は、日本の第四紀研究、地形学を大きく前進させた。また、日本の山地地形の研究において、地殻変動と侵食との量的な検討を行い、日本の地形の特徴を「湿潤変動帯」と表現した。これは、明治期以降日本の地形学の中心概念であったウィリアム・モーリス・ディヴィスの「侵食輪廻説」と大きく異なり、日本の山地の認識を大きく変えるものであった。

## 栄誉
- 勲三等旭日中綬章。
- 国際地形学連盟シニア・フェロー。
- 国際第四紀学連合名誉会員。
- 日本地理学会名誉会員、元会長。
- 日本第四紀学会名誉会員、元会長。

## 著書
- 『湿潤変動帯の地形学』東京大学出版会、1985年
- 『大陸棚 その成立ちを考える』古今書院、1997年

### 共著
- 中野尊正共著『地形調査法』古今書院〈形成選書〉、1951年
- 飯塚浩二共著『わが国土12 日本のあらまし』国民図書刊行会、1956年
- 『新編日本地形論』東京大学出版会、1973年
- The Landforms of Japan, 東大出版会 1981

## 主要論文
- 吉川虎雄、「西南日本外帯の地形と地震性地殻変動」 第四紀研究 1968年 7巻 4号 p.157-170, doi:10.4116/jaqua.7.157
- 茅根創, 吉川虎雄、「房総半島南東岸における現成・離水浸食海岸地形の比較研究」 地理学評論 Ser. A, 1986年 59巻 1号 p.18-36, doi:10.4157/grj1984a.59.1_18